# Jules Julien
Pour les articles homonymes, voir Jules-Julien.
Jules Julien (1864-1935) est un homme politique français né le 26 décembre 1864 à Loubens (Ariège), maire de Toulouse durant l'année 1935.

## Biographie
Journaliste, il est notamment critique musical et théâtral au journal Le Midi Socialiste, avant le premier conflit mondial. Membre du parti socialiste, il fut adjoint délégué chargé de l'Instruction publique et des Beaux-Arts à la ville de Toulouse de 1912 à 1935. À partir de 1928, il élabore un plan d'ensemble de rénovation et de construction d'équipements scolaires dans les quartiers toulousains. Il est également à l'origine du projet de construction de la Bibliothèque municipale de Toulouse en 1932. En 1935, à la mort d'Etienne Billières, il fait fonction de maire par intérim. Il est décédé le 29 décembre 1935, à Toulouse.

## Distinctions

Logo de l'Union Sportive Jules Julien XIII

A Toulouse, son nom a été donné à une avenue et au quartier qu'elle dessert ainsi qu'à des écoles et un nouveau théâtre.
Son nom a également été donné à une école de rugby à XIII ;  l'« Union Sportive Toulouse Jules Julien XIII »,  domiciliée au Stade Philippe Struxiano de Toulouse. Cette école a accueilli de nombreux joueurs et des internationaux comme Denis Biénès.

## Lien externe

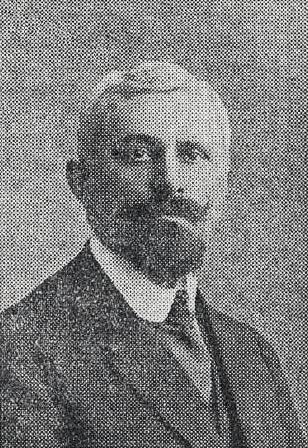
Jules Julien en 1925.

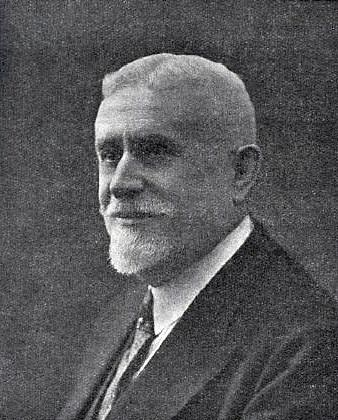
Jules Julien en 1934.